# الدين في الكويت
الإسلام على مذهب أهل السنة والجماعة هو الديانة الرئيسية لدولة الكويت، مع سماحها لمعتنقي الديانات الأخرى بممارسة طقوسهم شرط عدم الإهانة للديانة الإسلامية. وينص الدستور الكويتي بالشريعة الإسلامية وتعد من أهم مصادر التشريعات والقوانين الكويتية. يدين معظم سكان الكويت بالإسلام، ويتبع غالبيتهم طائفة السنة والبقية تتبع طائفة الشيعة ويمثل الشيعة في الكويت أقلية حيث تراوحت التقارير ما بين 20% إلى 30%. ففي عام 2006، أعلنت الوزارة الخارجية الأمريكية بأن هناك حوالي 300 ألف مواطن كويتي شيعي بنسبة 30% من مجموع المواطنين. ويحظى جميع معتنقي الديانات الأخرى بحرية العقيدة الكاملة؛ فتتوجه العائلات المسيحية إلى الكنائس الموجودة بالكويت لممارسة الشعائر الدينية بكل حرية. وتكفل الحكومة الكويتية حرية ممارسة الشعائر لجميع المواطنين الكويتيين شرط عدم المساس بالديانة الإسلامية. الأمر الذي يؤكد تماسك الأمة وترابطها.

## الإسلام
الإسلام في الكويت هو الدين السائد وهو الدين الرسمي لدولة الكويت بحسب المادة الثانية من الدستور التي نصت على أن «دين الدولة هو الإسلام، والشريعة الإسلامية مصدر رئيسي للتشريع». هناك أعداد هائلة من المساجد ومن أبرزها المسجد الكبير الذي يعتبر مركزًا للعبادة في مدينة الكويت وفيه يصلي المسلمين صلاة قيام الليل في العشر الأواخر من شهر رمضان ويقدر عدد المصلين بنحو 40 ألف مصلي في كل عام  تبلغ نسبة المسلمين في الكويت بحوالي 85%، وعلى الرغم من وجود ديانات أخرى (كالمسيحية مثلاً) تسمح بممارسة طقوسها بحرية تامة في ظل القانون الكويتي.
جاءت الشريعة الإسلامية في دولة الكويت لتضمن الكثير من القواعد التي تعمل على ترتيب الممارسات بين المجتمع على أسس العدل والمساواة أمام القانون والحرية والشورى. وتعمل وزارة الأوقاف والشئون الإسلامية بدولة الكويت على الحفاظ على روح الإسلام ونشر تعاليمه الدينية وتقوية أثر الدين في المجتمع الكويتي والمحافظة على التراث الإسلامي عبر السنين.
والمجتمع الكويتي واحد من هذه المجتمعات الإسلامية التي تأثرت بالدين الإسلامي الحنيف، فالكويتيون مسلمون بالأصل، وأرضهم أرض إسلامية، وهي من حدود جزيرة العرب التي تعد المهد الأول للإسلام، فكان طبيعيا أن يلتزموا بهذا الدين، ويطيعوا أحكامه ويمتثلوا لعقيدته وأخلاقه، فهم امتداد طبيعي للشعوب الإسلامية المحيطة بالكويت وقد ترك الدين الإسلامي الحنيف أثرا بالغا في نفوس الكويتيين في مجالات شتى، منذ وجودهم على أرضهم، وتأسيسهم لدولتهم دولة الكويت. ويعد الدين الإسلامي من الركائز وحجر الأساس للدولة كأساس لتأسيس المجتمع.

## المسيحية

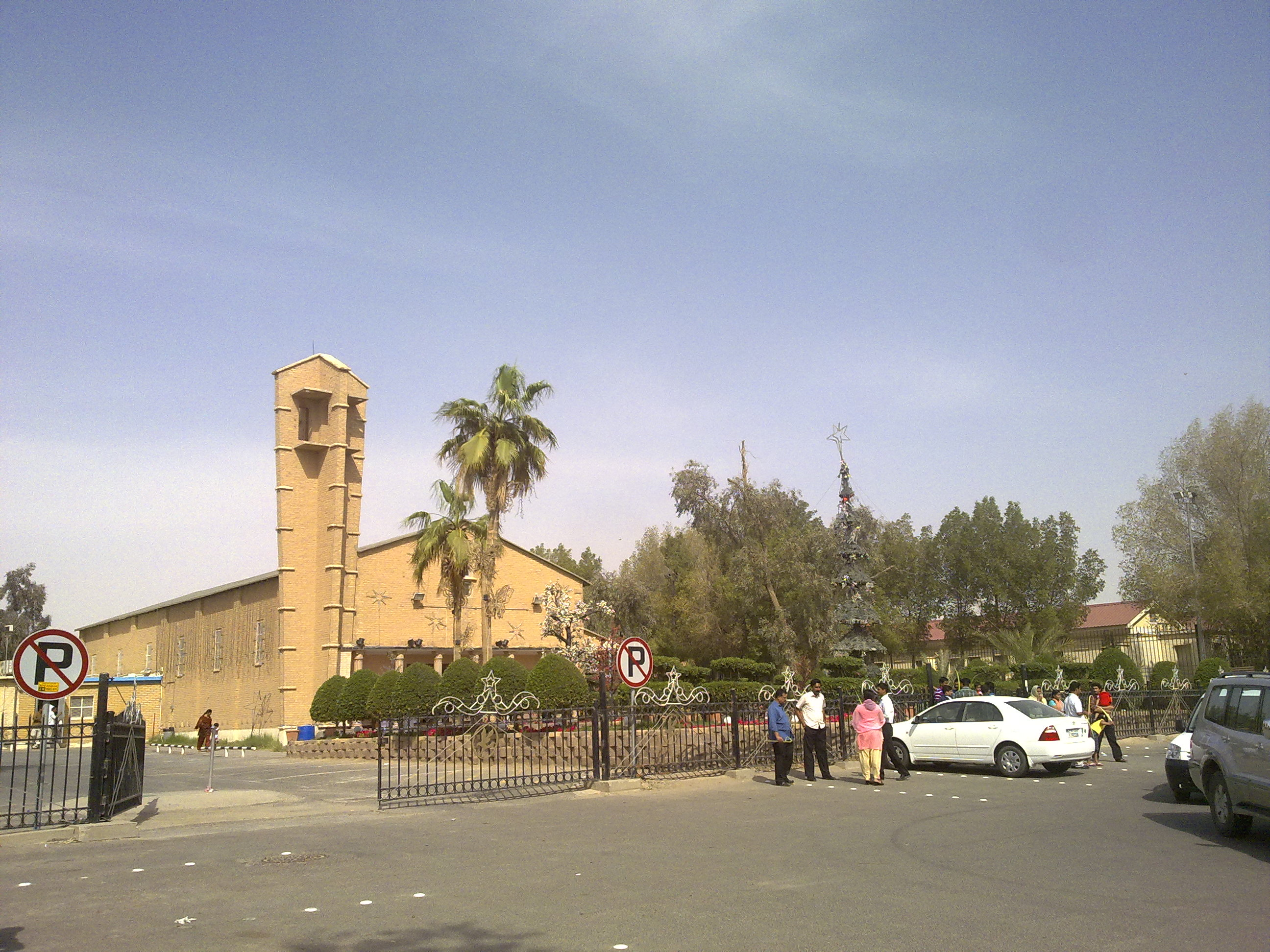
كنيسة سيدة الجزيرة العربيّة في الأحمدي، الكويت.

المسيحية في الكويت؛ يوجد في الكويت بين المواطنين أقل من 150 إلى 400 مواطن مسيحي وتبلغ أعداد الطائفة المسيحية بين الوافدين والأجانب نصف مليون مسيحي. وتمارس الطائفة المسيحية شعائرها الدينية بحرية تامة وإلى جانب يحملون أكثر من 70 جنسية إذ لا يجدون أي صعوبة في أداء شعائرهم وإضافة إلى الكتب المقدسة المترجمة بأكثر من 35 لغة لجميع الجاليات ولكن المشكلة تكمن في ضيق دور العبادة ومحدوديتها.[بحاجة لمصدر]
بالرغم من ذلك هناك وجود لمسيحيين أصليين في الكويت. وهم نحو 200 من المواطنين والذين يحملون الجنسية الكويتية. ويعتبر حوالي 50 منهم كويتيين، على الرغم من كون أصلهم من تركيا والعراق، لكون تعيش أسرهم في الكويت لأكثر من مائة سنة، ويتحدثون العربية باللهجة الكويتية. وقد تم استيعابهم في المجتمع الكويتي. البقية، ما يقرب من 150 أو نحو ذلك، وصلوا في الفترة الأخيرة من عام 1940، معظمهم من الفلسطينيين الذين خرجوا من فلسطين بعد عام 1948، فضلًا عن عدد قليل من العائلات من لبنان وسوريا. لهجتهم وثقافتم لا تزال أكثر أقرب إلى الشامية من الكويتية، بالإضافة إلى احتفاطهم بالمأكولات الشامية. ورغم ذلك على عكس المجموعة الأولى. معظم المسيحيين في الكويت تنتمي إلى 12 أسرة كبيرة، أبرزهما أسرة شماس (أصلها من تركيا) وشحيبر (أصلها من فلسطين). ويعتبر عموانيل غريب وهو قس كويتي وراعي الكنيسة الإنجيلية الوطنية في الكويت أول قس خليجي.
وفقًا لدراسة المؤمنون في المسيح من خلفية مسلمة: إحصاء عالمي وهي دراسة أجريت من قبل جامعة سانت ماري الأمريكيّة في تكساس سنة 2015 وجدت أن عدد المسلمين الكويتيين المتحولين للديانة المسيحية يبلغ حوالي 350 شخص.

## اليهود
يهود الكويت هم اليهود الذين سكنوا مدينة الكويت وعملوا في التجارة وقد بلغ عددهم نحو 100 عائلة يهودية بالثلاثينات غالب أفرادها يمتهنون التجارة حتى أنه كان لهم سوقٌ شهير في الكويت يُعرف بـسوق اليهود وقد كان نشاطهم التجاري يتمحور حول التجارة بالذهب وبالأقمشة. ولهم مقبرة ما زالت موجودة ومسورة خلف مبنى مجمع الخليجية مقابل منطقة شرق الصناعية. تم إجلائهم عن الكويت في عام 1947 بأمر الشيخ أحمد الجابر الصباح، الأمير آنذاك.
قدمت العائلات اليهودية إلى الكويت في أواخر القرن التاسع عشر تقريبا من العراق وقد امتهنوا التجارة لا سيما في نشاطات تتعلق بالذهب والأقمشة. في عام 1947 أصدر أمير الكويت الشيخ أحمد الجابر الصباح قراراً بإجلاء اليهود عن الكويت على خلفية صدور قرار الأمم المتحدة الخاص بتقسيم فلسطين والذي تسبب في موجة غضب في البلاد العربية.
ومن بين الشخصيات الشهيرة التي تنتسب إلى هذه العوائل اليهودية الكويتية الموسيقيان الكويتيان: داوود الكويتي ابن عزرا وصالح الكويتي اللذان تجاوزت شهرتهما في فترة الأربعينيات حدود الكويت إلى بعض الدول العربية المجاورة. ويذكر أن ابن صالح الكويتي ويدعى شلومو الكفيتي وهو مقيم حاليا في إسرائيل قد قام مؤخرا بإصدار ألبوم من مختارات أعمال والده وعمه الموسيقية كاملة. ومن أشهر هذه العوائل عائلة الربين. وهناك عوائل اسمها: عزرا، صمويل, حصغير، خواجة ومحلب.